# Flèche d'or
Pour les articles homonymes, voir La Flèche d'or.
La Flèche d'or (Flèche d'or européenne à partir de 1982) est une course cycliste française, disputée sous forme de contre-la-montre par équipes de deux coureurs. La course parcourait le vignoble nord-bourguignon de Chablis, entre Lignières et Auxerre (Yonne). 

## Histoire de la course
Créée en 1970, elle est réservée aux coureurs amateurs.  
Seule course "amateurs" de ce genre en 1970, elle subit ensuite la concurrence du Duo normand, créé en 1984. Rebaptisée Flèche d'or européenne en 1982, l'épreuve ne connut plus d'autre édition après 1990. Longue de 75 kilomètres en 1970, la distance à parcourir augmente ensuite, pour atteindre plus de 88,5 km en 1984. La Flèche d'or était disputée en clôture de saison cycliste, fin octobre, voire début novembre. En 1970, la 1re Flèche d'or est disputée le 7 novembre. En 1990, la 21e  Flèche d'or est courue le 21 octobre, sur un parcours Lignières-Tonnerre, long de 85 kilomètres.
Le duo français Christian Lefèbvre -  Jean-Paul Letourneur détient le record de victoire, avec trois succès obtenus sans discontinuité.
La moyenne horaire de l'équipe victorieuse oscillait entre 40,890 km/h en 1970 et 44,434 km/h en 1979.
La première Flèche d'or. est remportée par l'équipe Yves Hézard - Joël Millard. Elle défend les couleurs du Club CSM Puteaux. L'écart avec l'équipe classée deuxième, le Groupe sportif Méral, n'est que de 14 secondes. L'équipe classée troisième porte le maillot de l'UC Saint-Pourçain. Parmi les douze équipes au départ, on note la présence d'une équipe belge. Elle termine en 8e position. Les organisateurs ont drainé les clubs français au-delà des limites régionales : trois sont de région Ile-de-France (AS Corbeil-Essonne, CSM Puteaux, le VC 12e), un autre est de Marseille, un autre est une sélection des "Bleuets de France". 
Le groupe sportif Méral regroupe 19 clubs. Le bassin régional fournit les quatre autres équipes : VC auxerrois, UC Saint-Pourçain, UV Aube. Les premiers lauréats ne sont des inconnus.
 Yves Hézard est le numéro 1 des coureurs amateurs français, remportant le Mérite Veldor. Il est professionnel l'année suivante. Son coéquipier Joël Millard passe lui aussi dans la catégorie supérieure en 1971, mais est un ton en dessous : la Flèche d'or est sa principale victoire de l'année 70.

## Palmarès
| Année | Distance | Vainqueur                               | âge           | Deuxième                              | Troisième                                 |
| 1970  | 75 km    | Yves Hézard Joël Millard                | 22 ans 24 ans | François Coquery Patrick Métayer      | Noël Geneste Jean Signoret                |
| 1971  | 69 km    | Jean-Pierre Guitard Claude Aigueparses  | 23 ans 22 ans | Alain Cigana Guy Frosio               | André Corbeau Christian Poissenot         |
| 1972  | 73 km    | Jean-Claude Misac Christian Poissenot   | 24 ans 22 ans | Henri-Paul Fin Patrick Perret         | Noël Geneste Jean Lamon                   |
| 1973  | 73 km    | Alain Cigana Guy Frosio                 | 23 ans 22 ans | Patrick Chardon Jean-Claude Meunier   | Rachel Dard (en) Robert Jankowski         |
| 1974  | 73 km    | David Wells Jean-Pierre Biderre         | 23 ans 24 ans | Patrick Chardon Michel Laurent        | Michel Kuhn René Ravasi                   |
| 1975  | 80 km    | André Gevers Alfons van Katwijk         | 23 ans 24 ans | Patrick Mauvilly Michel Charlier      | Jean-Marie Vasseur Jean-Michel Avril      |
| 1976  | 78 km    | Christian Lefèbvre Jean-Paul Letourneur | 25 ans 19 ans | Daniel Gisiger Hans Känel (de)        | Andrzej Kaczmarek Jan Backowski           |
| 1977  | 78 km    | Christian Lefèbvre Jean-Paul Letourneur | 26 ans 20 ans | Johnny De Nul (nl) Dirk Heirweg       | Robert Dill-Bundi Hans Känel              |
| 1978  | 83 km    | Christian Lefèbvre Jean-Paul Letourneur | 28 ans 21 ans | Jean-Pierre Cabare Gérard Le Dain     | Alain Vidalie Alain Hivert                |
| 1979  | 83 km    | Maurizio Bidinost Raniero Gradi         | 20 ans 19 ans | Michel Charlier Herbert Palmace       | Christophe Cabot François Cabot           |
| 1980  | 83 km    | Michael Wilson Jeff Leslie              | 20 ans 28 ans | Franciszek Ankudowicz Stanisław Czaja | Michel Charlier Herbert Palmace           |
| 1981  | 88 km    | Ryszard Szurkowski Tadeusz Mytnik       | 35 ans 32 ans | Sean Yates Piet Hoekstra              | Alex De Bremaecker Daniel Rossel          |
| 1982  | 87 km    | Alain Renaud Denis Roux                 | 21 ans 21 ans | Marc Somers Luc Branckaerts           | Zbigniew Krasniak Régis Simon             |
| 1983  | 87,5 km  | Jean-François Bernard Philippe Magnien  | 21 ans 23 ans | Frank Marcelis Rolf Overakker         | Éric Dudoit Philippe Glowacz              |
| 1984  | 88,5 km  | Patrice Esnault Bruno Huger             | 23 ans 22 ans | Patrick Janin Roland Michaud          | Joël Pelier Jean-Louis Nicolas            |
| 1985  | 87,5 km  | Jean-Marc Manfrin Jonas Tegström        | 22 ans 20 ans | Peter Roes Ludwig Willems             | Philippe Magnien Pascal Maniey            |
| 1986  | 86 km    | Mariusz Bartkowiak Paweł Bartkowiak     | ? 24 ans      | Peter Roes Peter Schroen (nl)         | Jach Arvid Olsen Peter Gylling            |
| 1987  | 87 km    | José Marques Laurent Masson             | 21 ans 23 ans | Dominique Celle Patrick Vallet        | Andrzej Pozak Ryszard Szoztak             |
| 1988  | 86,5 km  | Pascal Lance Jean-Michel Lance          | 24 ans 21 ans | Jean-Louis Harel Thomas Hartmann      | Danny Peeters Kurt Van Nuffel             |
| 1989  | 86,5 km  | Marko Jeletich Jörg Müller              | 22 ans        | Jaap ten Kortenaar (nl) Twan Poels    | Pascal Chavant David Spears (en)          |
| 1990  | 85 km    | Sławomir Krawczyk Bertrand Ziegler      | 27 ans 24 ans | André Bayenet Olivier Dulon           | Andrzej Półkośnik Dariusz Zakrzewski (en) |

### Les vainqueurs recordmen
Deux coureurs, Christian Lefèbvre et Jean-Paul Letourneur ont remporté trois éditions consécutives de la course iconnaise : 1976, 1977 et 1978. Tous deux sont normands, sociétaires de l'AC Sotteville (Seine-Maritime), un club rendu célèbre par un styliste des épreuves contre-la-montre, Jacques Anquetil. La comparaison s'arrête là. 
 Le 17 octobre 1976, le duo Lefèbvre/Letourneur parcourt le 78 kilomètres de la course en 1 h 44 min 9 s. Ils réalisent la moyenne de 44,934 km/h. Pourtant les chiffres bruts pourraient laisser croire qu'ils sont talonnés par les suisses Gisiger-Känel, qui terminent seconds à 4 secondes. C'est en fait l'inverse. À mi-course le duo normand a 3 secondes de retard (53 min 30 s, contre 53 min 27 s) et il construit son succès en grignotant les kilomètres de la deuxième part du parcours plus vite que ses adversaires. L'équipe polonaise classée à la troisième place pointe à près de 4 minutes (3 min 57 s). Quant aux quatrièmes, ils sont à plus de 5 minutes et demie. Mais l'un d'eux, promis à d'autres victoires, Gilbert Duclos-Lassalle sort du Tour de l'Avenir, où il a remporté… l'étape contre-la-montre. 15 équipes étaient inscrites sur la feuille d'engagement, 14 prennent le départ, et les 14 terminent l'épreuve. L'équipe classée 14e met 15 minutes de plus que les vainqueurs à parcourir la distance.
Christian Lefèbvre, né le 7 mai 1951 vient de remporter le 19 septembre 1976 le Grand Prix de France. Il a été en 1974 champion de France par équipes, avec l'équipe du Comité régional de Normandie. Puis il a participé au championnat du monde des 100 km contre-la-montre par équipes à Montréal. Il terminait 14e. Outre les deux autres "Flèche d'or", son palmarès enregistre deux autres titres de Champion de France des comités, en 1977 et en 1978. Ces deux titres, avec le comité de Normandie, il les gagne en compagnie notamment de son jeune coéquipier.
 Jean-Paul Letourneur, né le 13 septembre 1957, a un palmarès identique à celui de son coéquipier à partir de cette première victoire. En 1977, ils sont tous deux sélectionnés dans l'équipe de France  pour le Championnat du monde des 100 km contre-la-montre. À La Fria au Venezuela, l'équipe de France termine à plus de 14 minutes de l'équipe soviétique, championne du monde, avant d'être disqualifiée pour non port du casque réglementaire
Le succès qu'ils obtiennent dans l'édition 1977 de la Flèche d'or est plus large que le précédent. Ils parcourent les 78 kilomètres auxerrois à la moyenne de 43,531 km/h, mais ils distancient le duo second de 57 secondes. La paire suisse Dill-Bundi-Känel est à 1 min 9 s. En 1978, ce sont des écarts semblables (43 s et 1 min 25 s) qui les séparent de leurs suivants. Sur 83 kilomètres la moyenne est de 41,593 km/h.